# Air Force One

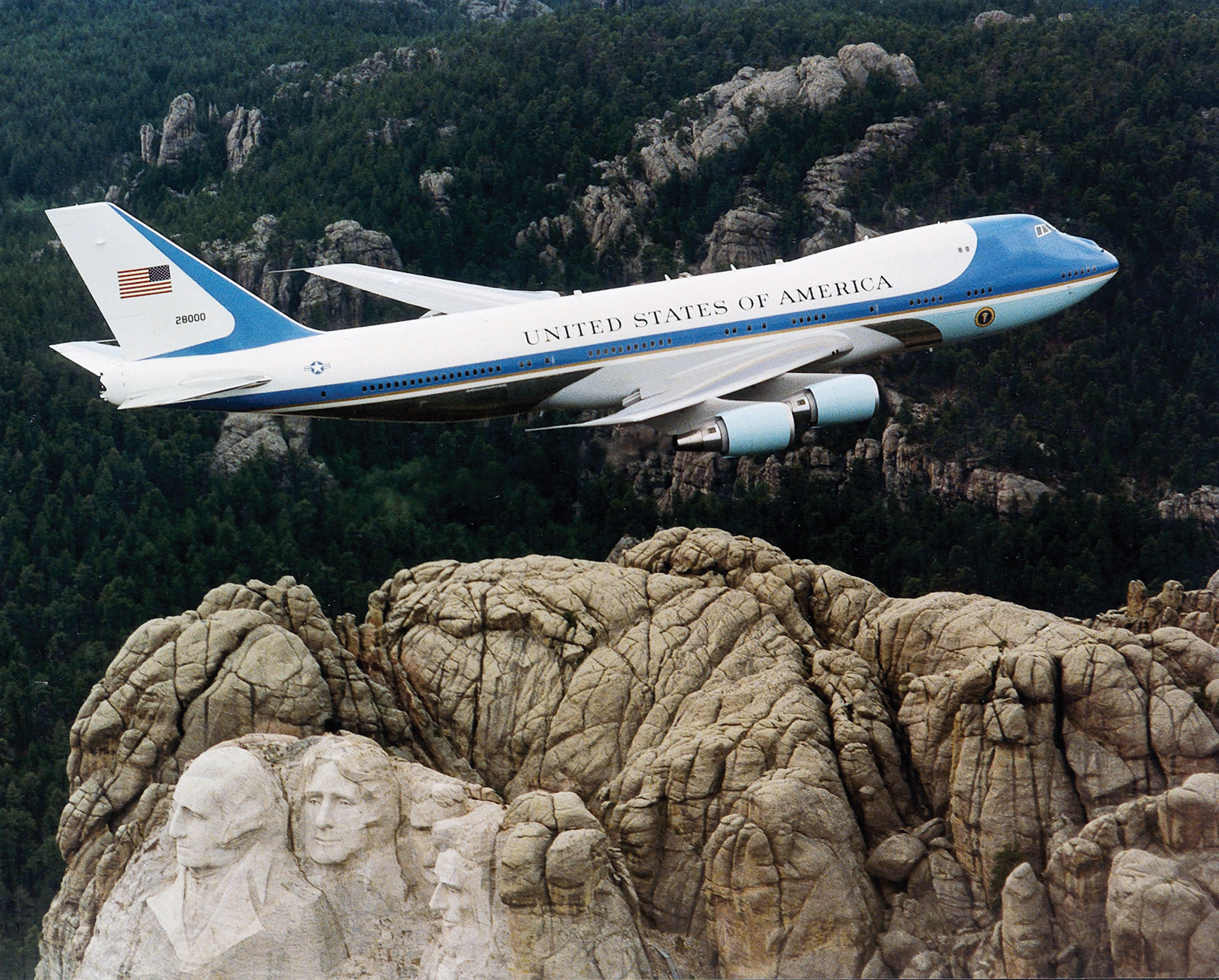
Air Force One im Flug über dem Mount Rushmore im Februar 2001

Das Rufzeichen Air Force One (abgekürzt AFO oder AF-1) wird automatisch jedem Flugzeug oder Hubschrauber der US Air Force (USAF) zugeteilt, sobald es vom amtierenden Präsidenten der Vereinigten Staaten betreten wird. Nachdem der Präsident von Bord gegangen ist, wird wieder das vorherige Rufzeichen verwendet.
Im allgemeinen Sprachgebrauch wird der Begriff vor allem für jene Flugzeuge verwendet, die speziell für die Beförderung des Präsidenten und seines Stabes vorgesehen sind und für diesen Zweck aufwändig umgebaut wurden. Seit 1990 sind dies zwei Langstreckenversionen der Boeing 747-200B mit der USAF-Bezeichnung VC-25A.
Oft wird fälschlicherweise angenommen, dass jedes Flugzeug, in das der Präsident steigt, dadurch automatisch zur Air Force One wird. Tatsächlich richtet sich das Rufzeichen jedoch danach, welche US-Teilstreitkraft das verwendete Luftfahrzeug stellt. Auf dem Weg vom Weißen Haus zur Andrews Air Force Base, der Heimatbasis der VC-25A, nutzt der Präsident beispielsweise einen Hubschrauber vom Typ Sikorsky H-3 Sea King, der im Besitz des United States Marine Corps ist. Dieser erhält daher das Rufzeichen Marine One. Auch das Rufzeichen Army One ist möglich und war bis 1976 häufig. Sobald der Präsident ein Flugzeug der U.S. Navy betritt, wird dieses zu Navy One. Wird der Präsident mit einem zivilen Luftfahrzeug befördert, so erhält es das Rufzeichen Executive One. Die beiden letzteren Fälle kamen bislang nur jeweils einmal vor; das Rufzeichen Coast Guard One noch nie.

## Aktuelle und künftige Flugzeuge

### Aktuelle Flugzeuge

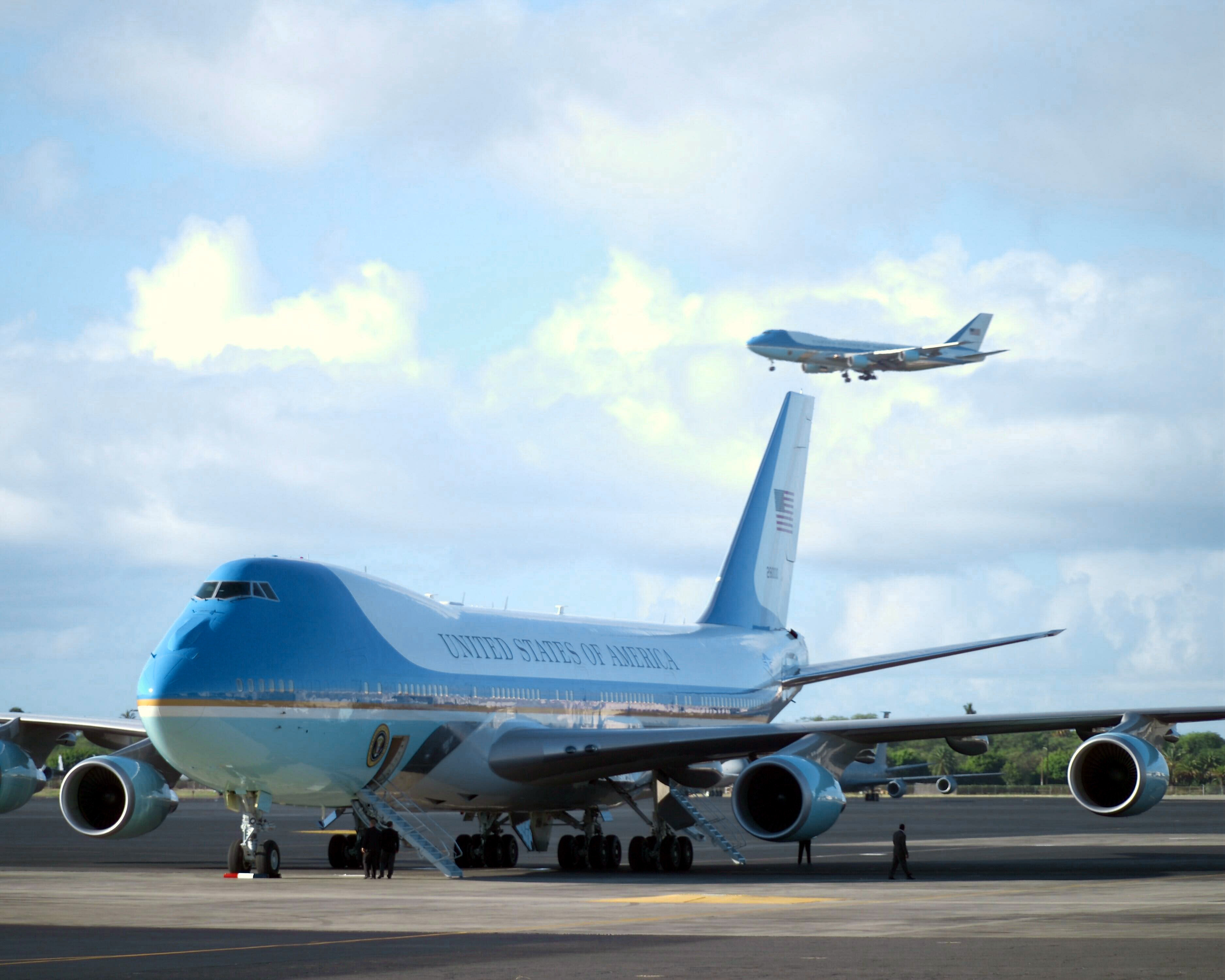
VC-25A (28000) und VC-25A (29000) im Hintergrund, 2003

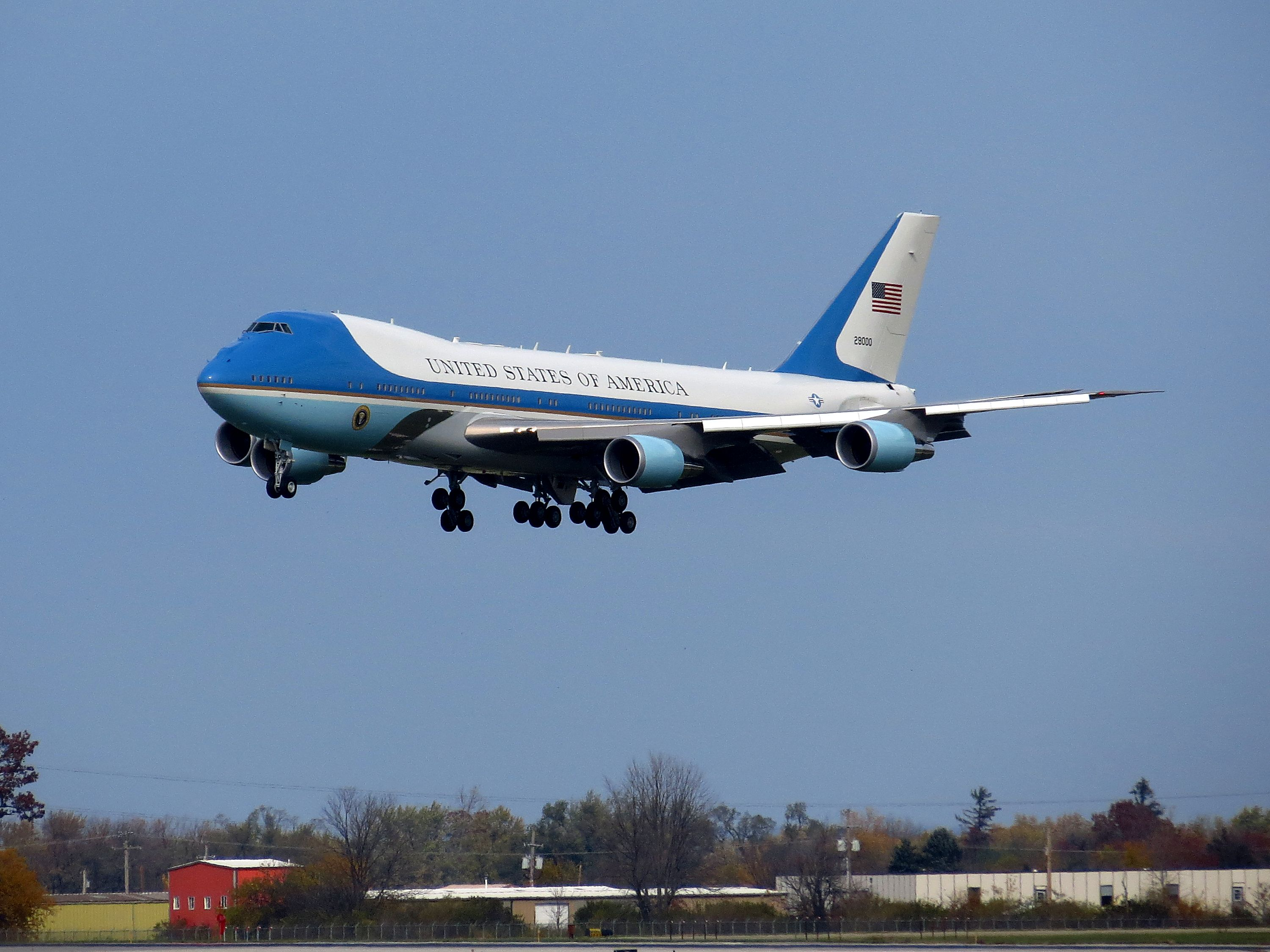
VC-25A (29000), 2012

Seit den 1990er Jahren verwendet der Präsident der Vereinigten Staaten eine Boeing 747-200B, da sie ein großes Platzangebot bei großer Reichweite bietet. Die erste für diesen Zweck vorgesehene Maschine startete am 16. Mai 1987 zu ihrem Erstflug. Anschließend wurde sie speziell ausgerüstet: Die Anpassungen im Innenraum umfassen Privatquartiere für die „First Family“, Aufenthalts- und Arbeitsbereiche für weitere Regierungsmitglieder, Sicherheitsbeamte, Personal und Pressevertreter; dazu zwei Küchen und Ausstattung für medizinische Notfälle, inklusive Operationstisch. Neben 23 Besatzungsmitgliedern können bis zu 70 Fluggäste befördert werden. Die Maschine verfügt mit Türen und Treppen im Frachtdeck über eigene Zugangsmöglichkeiten, die sie unabhängig von externen Treppen bzw. Gangways macht.
Die Maschinen verfügen über modernste Kommunikationseinrichtungen, die vom Oberdeck aus bedient werden. Die VC-25A ist eine komplette militärische Operationsbasis, die dem Präsidenten vollen Zugriff auf das gesamte Militär bietet. Zu diesem Zweck ist stets der militärische Berater des Präsidenten in dessen Nähe. Er hat den Atomkoffer (der volkstümlich Football genannt wird) bei sich, mit dem der Einsatz von Nuklearwaffen befohlen werden kann.
Als Air Force One hatte die VC-25A mit dem Kennzeichen 82-8000 am 6. September 1990 ihren ersten Einsatz, die zweite Maschine mit dem Kennzeichen 92-9000 am 26. März 1991.
Normalerweise sind bei der USAF die ersten beiden Ziffern der Kennzeichen durch das Haushaltsjahr vorgegeben, in dem das Flugzeug bestellt wurde. So waren die ursprünglichen Kennzeichen der beiden VC-25A auch 86-8800 und 86-8900, wurden bis zur Indienststellung dann aber in 82-8000 und 92-9000 (kurz auch: 28000 und 29000) geändert, um eine schon bei den VC-137C mit 62-6000 und 72-7000 (26000 und 27000) begonnene Zahlenreihe fortzusetzen.

### Nachfolger
Am 9. Januar 2009 startete die US Air Force offiziell die Suche nach einem Nachfolgemuster für die VC-25A. Geplant war die Anschaffung von drei Maschinen; die erste sollte 2017 in Dienst gehen. Als mögliche Ausgangsmuster galten die Boeing 747-8I und der Airbus A380. Am 28. Januar 2009 teilte EADS North America mit, Airbus werde an dem Auswahlverfahren nicht teilnehmen.
Als Grund für den Rückzug von Airbus aus dem prestigeträchtigen Projekt wurde unter anderem die Befürchtung eines möglichen Technologietransfers zu amerikanischen Flugzeugherstellern vermutet, da den US-Behörden aus Sicherheitsgründen sämtliche technischen Details des Airbus A380 hätten offengelegt werden müssen.
Am 28. Januar 2015 kündigte die US Air Force an, die nächste Air Force One auf Basis der Boeing 747-8 zu bauen.
Am 29. Januar 2016 bestätigte das Pentagon einen Vertrag mit Boeing im Umfang von 25,8 Millionen Dollar. Boeing soll zunächst einen Plan ausarbeiten, der zeigt, wie die Maschinen im geplanten Kostenrahmen allen Anforderungen entsprechen können. Der Preis der beiden neuen Maschinen wurde auf rund 4 Milliarden Dollar
geschätzt. Donald Trump twitterte kurz nach seiner Wahl zum US-Präsidenten ‘Cancel Order!’.
Im Herbst 2017 wurde ein Vertrag über 600 Millionen Dollar bekannt, der eine Umgestaltung zweier abgestellter Boeing 747-8I der insolventen russischen Fluggesellschaft Transaero Airlines vorsah. Die Pläne beinhalteten eine Kommandozentrale, ein medizinisches Zentrum, eine elektrische Bordanlage, ein Selbstverteidigungssystem und Bodenversorgungssysteme. Nachdem sie in Kalifornien eingelagert worden waren, wurden sie 2019, die erste im März, in das Boeing-Zweigwerk auf dem Kelly Field bei San Antonio überführt, wo sie ausgerüstet werden. Der von Boeing eingegangene Festpreisvertrag hatte für die Firma erhebliche Verluste zur Folge, das Projekt lag im Jahr 2022 wegen Problemen mit der Technik und dem Personal drei Jahre hinter dem Zeitplan, so dass mit Auslieferung der Flugzeuge 2026 und 2027 gerechnet wurde. Laut Wall Street Journal sollen die Flugzeuge frühestens 2029 ausgeliefert werden. Die Verzögerung soll demnach für Boeing teuer werden. Vereinbart war eine Lieferung für einen Fixbetrag von insgesamt 3,9 Milliarden Dollar. Laut Wall Street Journal sollen die Kosten auf 5,3 Milliarden Dollar gestiegen sein.

## Ehemalige Flugzeuge

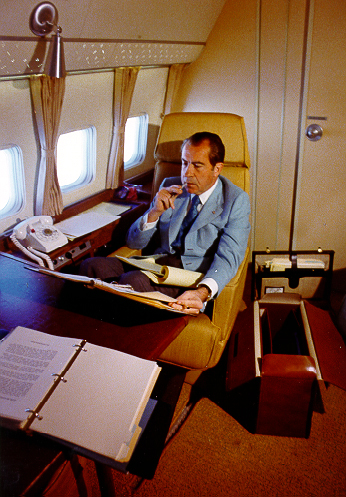
Richard Nixon in seinem Büro an Bord der Air Force One

### Boeing 314
Nachdem schon in den 1930er-Jahren die Personenbeförderung mit Flugzeugen ihre Anfänge genommen hatte, wurde dies auch für den amerikanischen Präsidenten ein adäquates Mittel zu reisen. Franklin D. Roosevelt wurde zunächst ein Flugboot Boeing 314 (militärische Bezeichnung: C-98) zur Verfügung gestellt, um 1943 zur Casablanca-Konferenz zu reisen. Schiffe waren wegen der Gefahr, die von deutschen U-Booten ausging, ein zu gefährliches Transportmittel im Zweiten Weltkrieg.

### C-87
Bereits 1944 erhielt der Präsident eine Consolidated C-87A Liberator Express mit dem Namen Guess where Two für seine Reisen. Diese Flugzeuge waren umgebaute B-24-Bomber. Nachdem allerdings eine andere C-87A aus ungeklärter Ursache abgestürzt war, kam man schnell wieder von diesem Typ ab, und die Guess where Two wurde außer Dienst gestellt.

### C-54
1944 wurde eine Douglas C-54 Skymaster mit dem Namen Sacred Cow (Heilige Kuh) als Präsidentenmaschine umgebaut. Sie war unter anderem mit einem Schlafraum, Telekommunikationseinrichtungen und einem Aufzug für Roosevelt im Rollstuhl ausgerüstet.

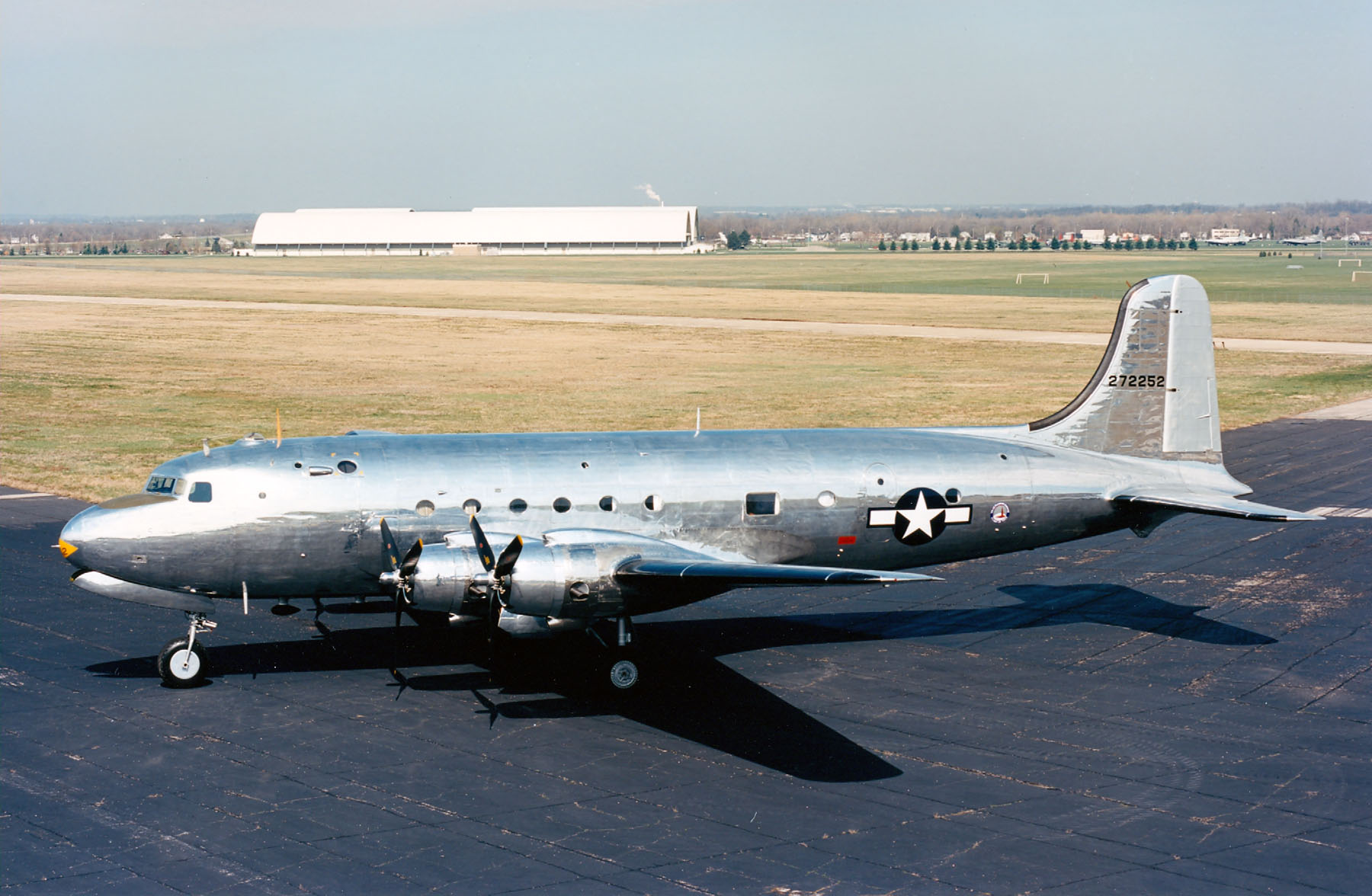
VC-54C Skymaster Sacred Cow

### C-118, VC-118A
Als Roosevelt im Frühjahr 1945 starb und Harry S. Truman Präsident wurde, ließ dieser sich eine Douglas C-118 Liftmaster für seine Reisen umbauen. Sie erhielt den Namen Independence, nach Trumans Geburtsort Independence, Missouri.
Dies war das erste aller Präsidentenflugzeuge, das auch äußerlich verändert war: das gesamte Flugzeug war als stilisierter Weißkopfseeadler lackiert, dem Wappenvogel der Vereinigten Staaten.
Auch John F. Kennedy griff 1960 nochmals auf eine Liftmaster zurück, allerdings auf eine aktuellere Version (VC-118A), um eine Maschine für kleinere Flugplätze zur Verfügung zu haben, auf denen mit seiner VC-137 nicht gelandet werden konnte. Diese Maschine ist im Pima Air & Space Museum bei Tucson, Arizona, begehbar ausgestellt.

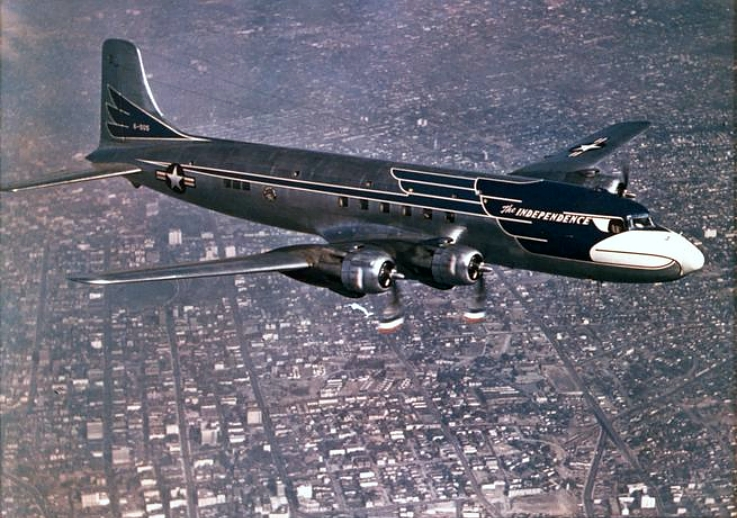
VC-118 Liftmaster Independence

### VC-121E
Unter Präsident Dwight D. Eisenhower wurden zwei weitere Flugzeuge für den Präsidententransport angeschafft. Es handelte sich um zwei Maschinen des Typs Lockheed Super Constellation. Diese wurden nach der offiziellen Blume des Staates Colorado, Columbine II und Columbine III (Akelei/Kolumbine) benannt. Eine dieser Maschinen (48-614) steht ebenfalls im Pima Air and Space Museum in Tucson (Arizona).

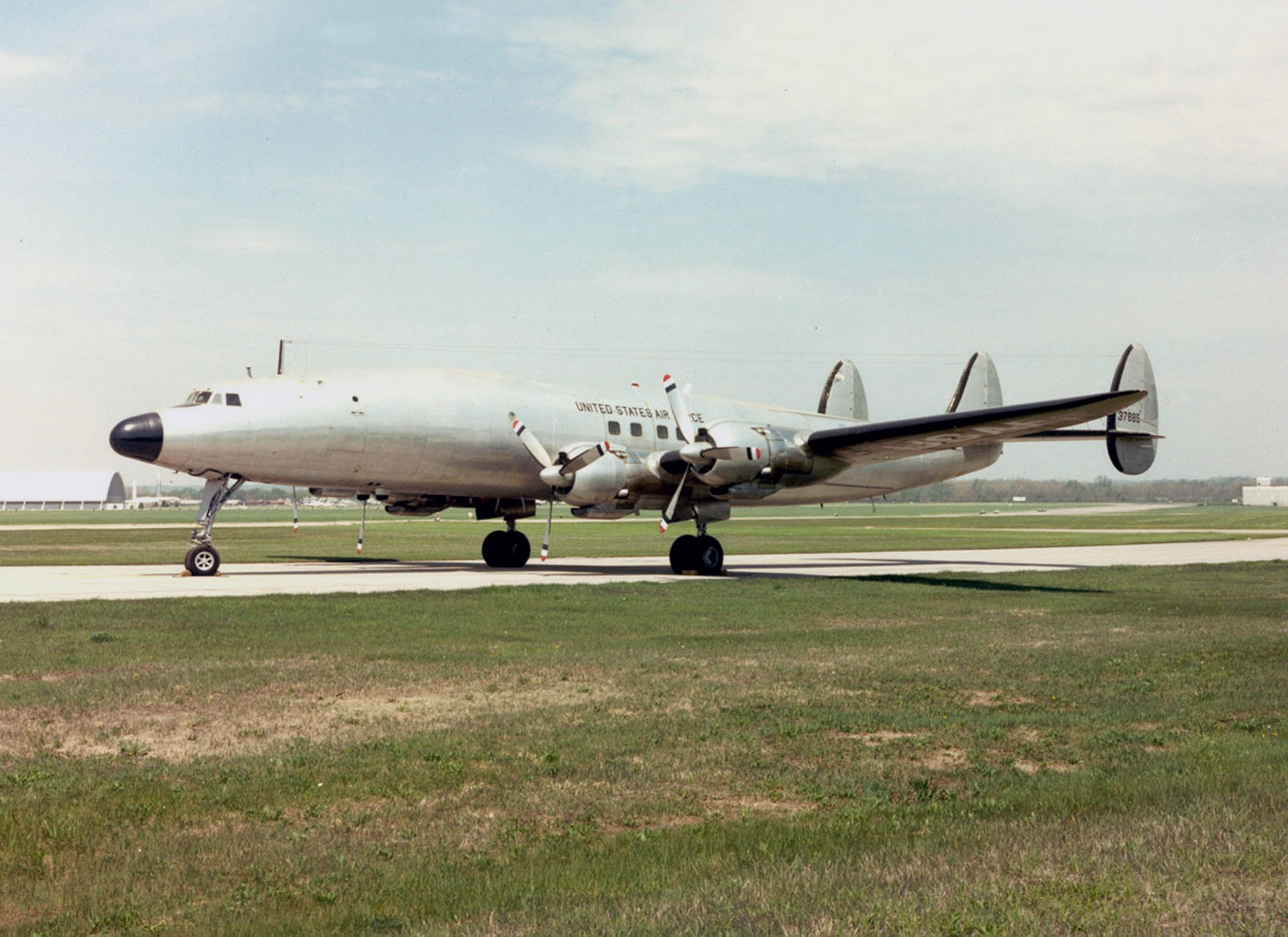
Lockheed VC-121E Columbine III

### VC-137A, VC-137B, VC-137C
Am 9. Mai 1959 wurden die ersten drei Boeing 707 als Typ VC-137A von der Air Force in Dienst gestellt. Diese waren mit J57-Turbojettriebwerken ausgestattet und waren anfangs beim 1254th Air Transport Wing stationiert. Später erhielten diese Maschinen neue leistungsstärkere Turbofantriebwerke des Typs TF33, wodurch sie zum Typ VC-137B wurden, und wurden dem 89th Airlift Wing  überstellt.
Alle diese Flugzeuge waren zum generellen VIP-Transport vorgesehen, nicht exklusiv für den Präsidenten.
Die Kennzeichen dieser Maschinen waren 58-6970 (86970), 58-6971 (86971) und 58-6972 (86972).
Zwei der Maschinen können im Museum of Flight in Seattle, Washington, beziehungsweise im Pima Air & Space Museum besichtigt werden.
1962 wurde die erste modifizierte Boeing 707-320B des Typs VC-137C speziell für die Bedürfnisse des Präsidenten umgebaut. Das hierbei erstmals verwendete Design (das prinzipiell bis heute auch bei den Nachfolgemaschinen benutzt wird) geht auf eine Zusammenarbeit zwischen dem Industriedesigner Raymond Loewy und John F. Kennedy zurück; der Schriftzug United States of America ist wie beim Druck der amerikanischen Unabhängigkeitserklärung in Caslon gesetzt.
Für den Ersatz der VC-137C kam 1972 eine weitere Maschine desselben Typs hinzu. Die beiden Maschinen (Kennzeichen 62-6000, auch 26000 und 72-7000, auch 27000) waren ebenfalls nicht ausschließlich für den Transport des Präsidenten vorgesehen, auch hochrangige Kabinettsmitglieder, Senatoren und Kongressabgeordnete waren damit auf politischen Reisen unterwegs. Die VC-137C Nr. 26000 benutzte Präsident Kennedy für den Flug nach Dallas am 22. November 1963 (Siehe auch: Attentat auf John F. Kennedy). Die Maschine befindet sich (zusammen mit anderen als Air Force One geflogenen Flugzeugen) im Air-Force-Museum in Dayton (Ohio).
Jeder Präsident ließ sich die Maschinen nach seinem Geschmack etwas umbauen.
Mit der Einführung der VC-25A wurde die 27000 zur Reservemaschine und wurde neben zwei weiteren Maschinen aus dem Jahr 1985 nun für generelle Personentransportzwecke beim 89th Airlift Wing bereitgehalten. 1998 wurden sie zur regulären C-137C, ihren letzten Flug als Air Force One absolvierte sie unter Präsident George W. Bush am 29. August 2001.
Die 27000 befindet sich als Denkmal an der Ronald Reagan Presidential Library in Simi Valley, Kalifornien.

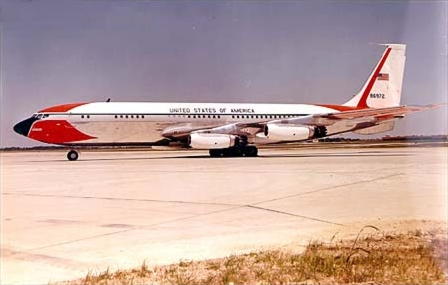
VC-137A mit roter Bemalung
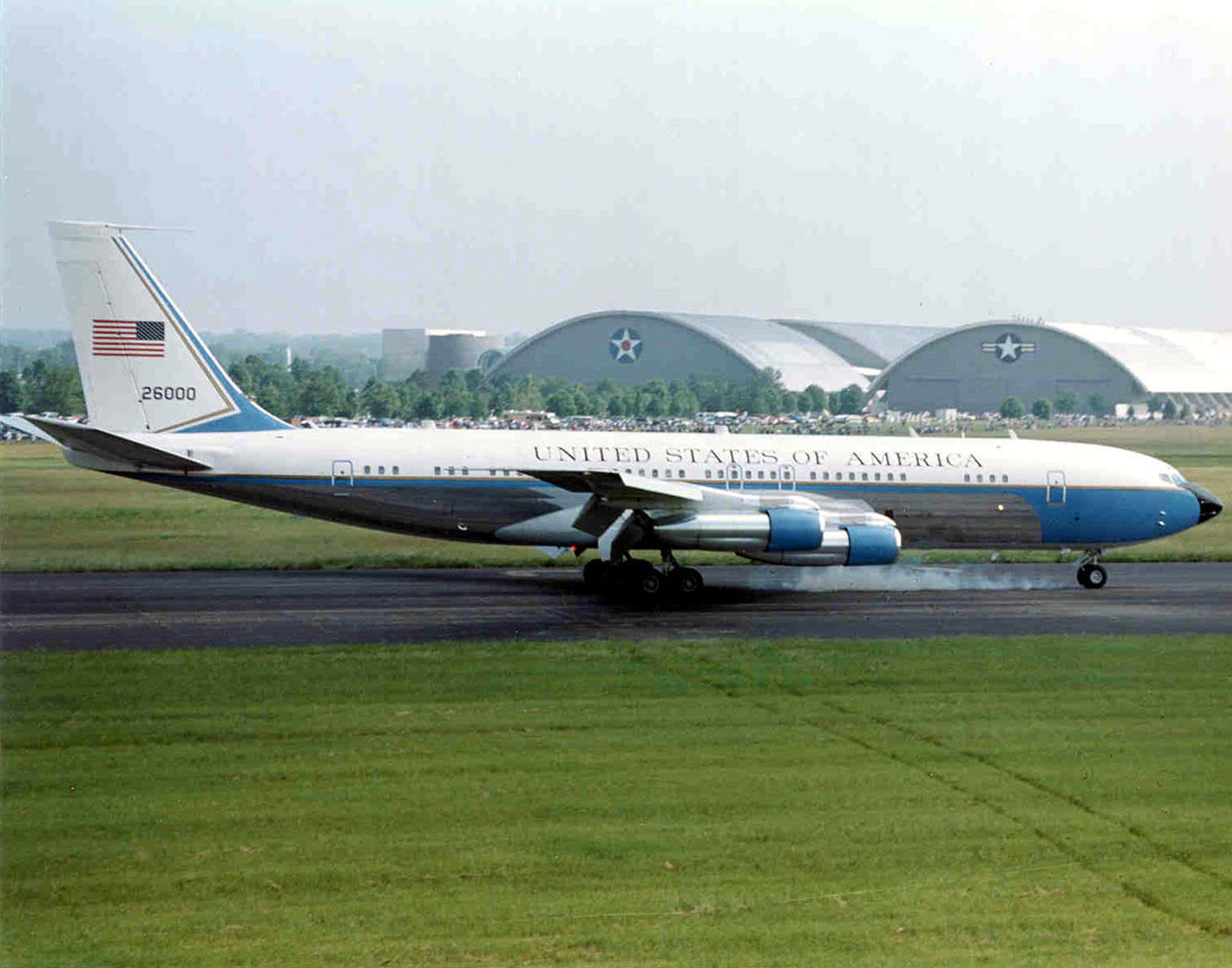
VC-137C in alter Bemalung
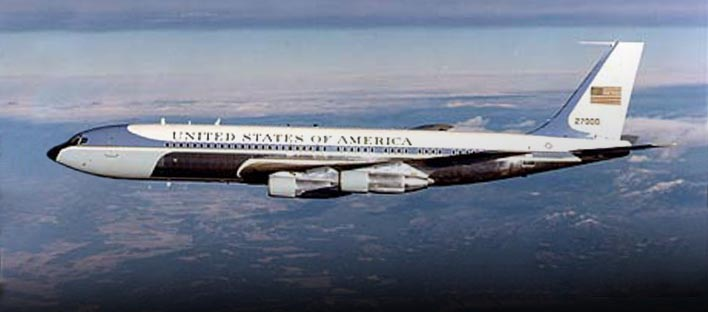
VC-137C in neuer Bemalung

## Einsatz
Alle Flüge der Air Force One werden seit den 1960er-Jahren von der Presidential Airlift Group des 89th Airlift Wing des Air Mobility Command durchgeführt, die auf der Andrews Air Force Base in Maryland stationiert ist.

## Militärische Ausrüstung
Zum Schutz des Präsidenten verfügt die aktuelle Air Force One über eine militärische Ausrüstung. Die technischen Details sind streng geheim. Als bewiesen gilt die Bestückung mit fünf AN/ALQ-204 Matador Infrared Countermeasures (IRCM – jeweils eins hinter jedem der vier Triebwerke und eines zentriert am Höhenleitwerk). Hierbei handelt es sich um ein System, das pulsierende Infrarotstrahlen zur Bekämpfung infrarotgesteuerter (hitzesuchender) Boden-Luft- oder Luft-Luft-Raketen einsetzt. Jeder der Störsender verfügt über eine vier bis zwölf Kilowatt starke Infrarotquelle, die zur Störung oder Überlastung des Infrarotsensors der Raketen dient. Auch gegen den bei Kernwaffenexplosionen auftretenden elektromagnetischen Impuls (EMP) ist die Elektronik des Flugzeuges durch die Außenhaut (ähnlich wie bei der Boeing E-4) und die Verkabelung besonders geschützt. Die Verkabelung besteht aus einem EMP-unempfindlichen Glasfasernetz. Die Möglichkeit der Luftbetankung erhöht die Reichweite. Die Treibstofftanks fassen insgesamt 53.610 US-Gallonen (202.936 l). Es wird jedoch vermutet, dass die Air Force One neben den Standardtanks der 747 über mindestens zwei weitere Tanks verfügt, welche die Reichweite im Notfall erheblich erhöhen würden. Dadurch könnte das Hoheitsgebiet der USA von jedem Punkt der Erde aus ohne Zwischenlandung erreicht werden. Über die in Filmen dargestellte Bestückung mit einer Rettungskapsel sowie Fallschirmen gibt es keine offiziellen Informationen. Hierbei handelt es sich aller Wahrscheinlichkeit nach um Fiktion.

## Begleitung
Wenn eine Reise mit der Air Force One ansteht, beginnen mindestens drei Tage zuvor die Planungen, um den US-Protokollvorgaben zu entsprechen: Die gepanzerten Fahrzeuge des Secret Service werden in Frachter verladen und vorab an den Bestimmungsort geflogen. Die VC-25A wird beladen, der persönliche Steward des Präsidenten kommt vorab an Bord und die Maschine wird außen und innen gereinigt.
Die Maschine des Präsidenten wird von einer Flotte von Tank- und Frachtflugzeugen begleitet, damit man die notwendigen Materialien und Fahrzeuge transportieren, sowie Mitarbeiter befördern kann. Die Air Force One wird gewöhnlich nicht von Jagdflugzeugen begleitet, jedoch ist dies schon vorgekommen, so zum Beispiel am 11. September 2001.

## Kosten
Eine Flugstunde mit einer Air Force One schlug Anfang 2017 mit ca. 180.000 Dollar zu Buche, was unter anderem zu Kritik über die häufige Inanspruchnahme durch den US-Präsidenten Donald Trump bereits zu Beginn seiner Amtszeit führte.

## Sonstiges

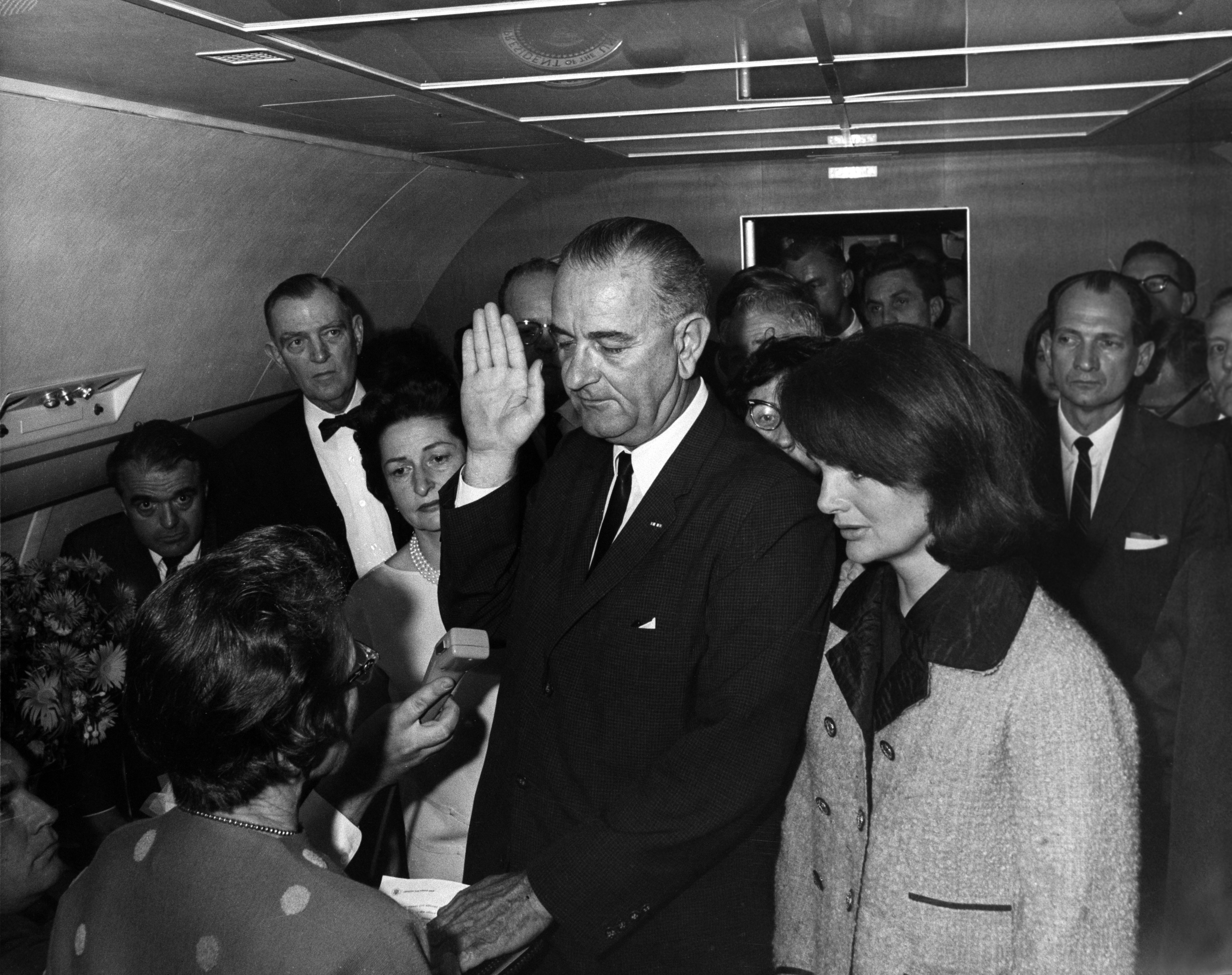
Lyndon B. Johnson leistet 1963 seinen Amtseid an Bord der Air Force One.

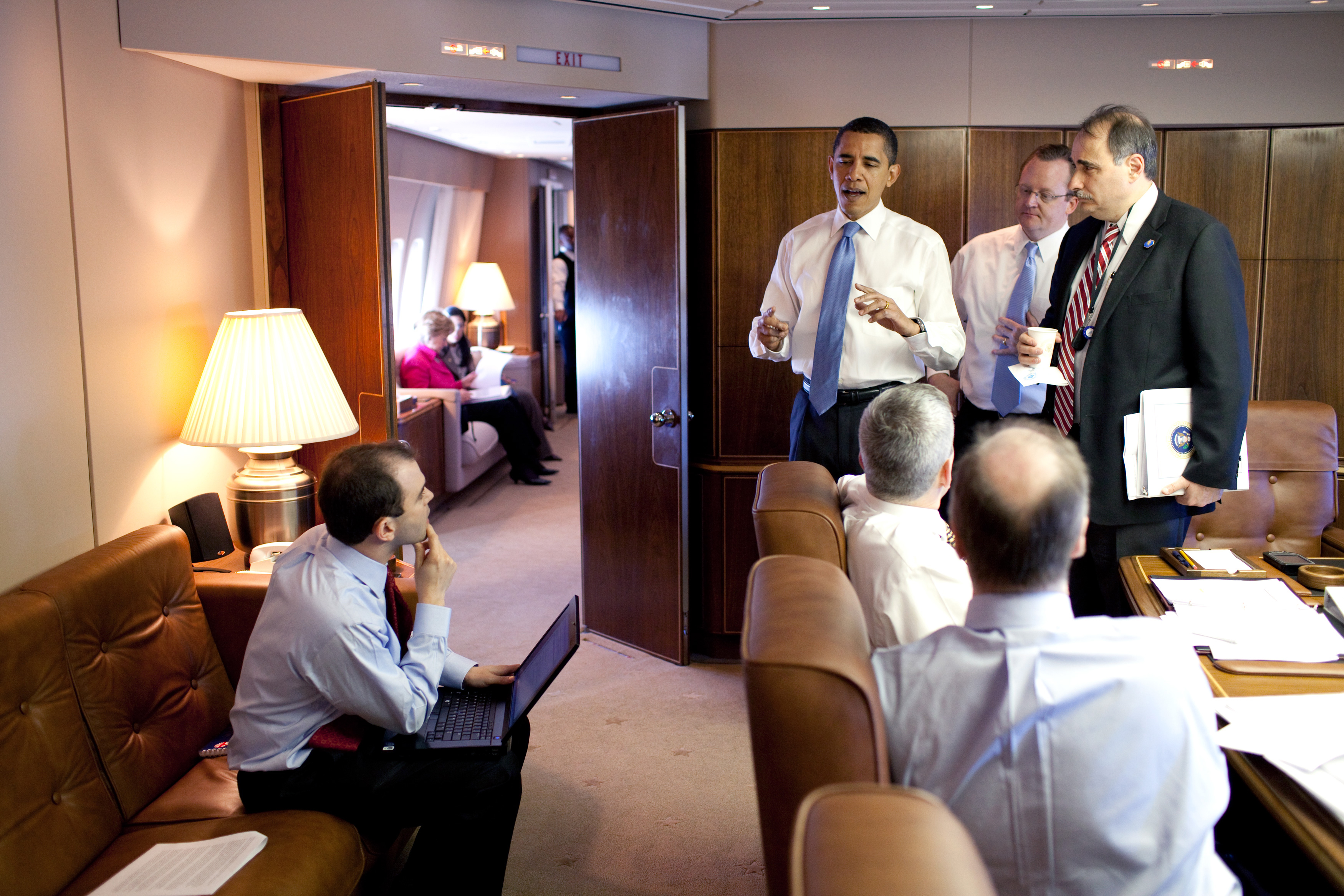
Präsident Barack Obama bei einer Besprechung an Bord der Air Force One am 3. April 2009.

- Das Rufzeichen Air Force One wurde 1953 nach einem Vorfall reserviert, bei dem sich ein Zivilflugzeug der Eastern Air Lines mit der gleichen Ziffernfolge im Rufzeichen (EAL8610) wie das Flugzeug von US-Präsident Dwight D. Eisenhower (Air Force 8610) im gleichen Luftraum befand.
- Im Falle, dass sich der Präsident nicht an Bord der Maschine befindet, lauten die Rufzeichen der Präsidenten-Flugzeuge Special Air Mission (SAM) 28000 und SAM 29000 (VC-25A). Historische Bezeichnungen sind unter anderem SAM 970, 971, 972 sowie SAM 26000, 27000 (VC-137).[16]
- Als im Jahr 1974 Richard Nixon zurücktrat, startete er mit dem Rufzeichen Air Force One von der Andrews Air Force Base. In dem Moment, als Gerald Ford seinen Amtseid ablegte und damit Nixon nicht mehr Präsident war, wurde das Rufzeichen in SAM 26000 geändert.
- Seit ihrer Einführung ist die Bezeichnung Air Force One ein Symbol der präsidialen Macht und des Prestiges. SAM 26000 brachte am 22. November 1963 den Leichnam John F. Kennedys, der während einer Wahlkampfreise nach Dallas im US-Bundesstaat Texas bei einem Attentat ermordet wurde, nach Washington zurück. Vizepräsident Lyndon B. Johnson legte noch am selben Tag seinen Amtseid an Bord desselben Flugzeuges ab, womit dieses wieder zur Air Force One wurde. Ebenso flog dieselbe Maschine Richard Nixon zu seinem historischen Staatsbesuch in die Volksrepublik China.
- Durch einen Fehler waren sicherheitsrelevante Daten über die beiden aktuellen Maschinen im April 2006 im Internet öffentlich zugänglich. Es dauerte eine Woche, bis die Daten wieder durch ein Passwort geschützt wurden. Bei den veröffentlichten Daten handelte es sich um Notfall- und Rettungsinformationen, die im Rahmen einer sogenannten Technical Order von der Air Force zur Verfügung gestellt werden. Das Dokument liefert präzise Informationen über Art und Position der Bewaffnung, eine detaillierte Beschreibung der drei Sauerstoffkreise im Flugzeug sowie Deck- und Kabinenpläne mit den Standorten der Sicherheitskräfte und den verschiedenen Räumen in der Maschine.[17]
- Ein Grund für den Bekanntheitsgrad der Maschine ist auch ihr Vorkommen in diversen Medien. Neben dem gleichnamigen Film kommt sie ebenfalls in den Filmen Iron Man 3, Independence Day, Superman, Die Klapperschlange, 2012, Big Game – Die Jagd beginnt, White House Down und Condition Red vor; weiterhin in Computerspielen (Perfect Dark, Ghost Squad, Tom Clancy’s H.A.W.X, Rainbow Six: Siege), Büchern, Fernsehserien und anderen Populärmedien. Auch in der Pilotfolge der erfolgreichen CBS-Serie Navy CIS kommt das Flugzeug vor.
- Im März 2000 flog Präsident Bill Clinton in einer getarnten Gulfstream III nach Pakistan, ohne dass diese Maschine das Rufzeichen Air Force One trug. Auf der gleichen Route folgte wenige Minuten später als Ablenkung eine Boeing C-17 mit dem Rufnamen Air Force One ohne den Präsidenten an Bord.[18]
- An Thanksgiving 2003 flog Präsident George W. Bush an Bord der Air Force One unter Nutzung von Rufzeichen eines Gulfstream-Jets getarnt für einen Truppenbesuch nach Bagdad.[19]
- Im April 2006 wurde das Video eines amerikanischen Graffiti-Künstlers veröffentlicht, in dem dieser, trotz Stacheldrahts und Bewachung, ein Tag auf eine Air Force One-Maschine aufsprüht. Dabei handelte es sich um einen PR-Scherz, bei dem lediglich eine gemietete und originalgetreu lackierte Boeing 747 besprüht wurde.[20]
- Am 27. April 2009 flog eine der VC-25A, begleitet von zwei F-16-Kampfjets, im Tiefflug über New York City. Ziel des Fluges war es, Fotos für das Pentagon zu fertigen. Obwohl die Behörden informiert waren, löste der Flug Verwirrung und Beunruhigung aus. Viele Bürger dachten an eine Wiederholung des 11. September 2001. Auch die Aktienkurse der Wall Street sanken beim Auftauchen des Flugzeuges kurzfristig.[21][22]

## Ähnliche Flugzeuge
- Sechs spezielle Ausführungen des Modells Boeing 757 werden als Air Force Two (C-32A) bezeichnet. Sie stehen dem Vizepräsidenten und Kongressmitgliedern zur Verfügung.
- Vier Boeing E-4 Advanced Airborne Command Post, eine Variante der 747, können von der US Air Force als fliegender Kommandoposten eingesetzt werden.

## Flugzeugnamen in Anlehnung an die Air Force One
- Der japanische Premierminister sowie Mitglieder des Kaiserhauses nutzten bis 2018 zwei Boeing 747 der Luftselbstverteidigungsstreitkräfte, seitdem werden Boeing 777-300ER verwendet. Diese werden als Japanese Air Force One bezeichnet.
- Für ihre Welttourneen nutzten Iron Maiden verschiedene Verkehrsflugzeuge der Typen Boeing 747 und Boeing 757. Die Maschinen wurden, in Anlehnung an die Air Force One und das Bandmaskottchen Eddie, als Ed Force One bezeichnet.
- Die kanadische Regierung nutzt eine Airbus A310, genannt Can Force One, mit der Kanadas Premierminister, Generalgouverneur oder allenfalls auch König Charles III. befördert werden.[23]

## Dokumentarfilme
- Mythos Air Force One. 50 Min. USA 2019.[24]
- Air Force One – Die Geheimnisse der Präsidentenmaschine. 52 Min. GB 2019.[25]
- Die neue Air Force One – Eine fliegende Festung. 43 Min. GB 2019.[26]